# Драгољуб Стојадиновић
Драгољуб Стојадиновић (Милошево, код Јагодине, 18. април 1929 – Београд, 18. март 2018) био је српски есејиста, књижевни и позоришни критичар, романописац и драматург.

## Биографија
Основну школу завршио је у Милошеву, а гимназију у Јагодини. Уписао се на Филозофски факултет у Београду (Група за југословенску књижевност) и дипломирао на Филозофском факултету у Приштини 1973. године. У Радио Приштину је дошао 1954. године, у којој је радио као новинар и уредник програма на српском језику. Поред рада у Радио Приштини, где је дао ауторски печат својим емисијама, које су од педесетих година прошлог века пружале полет културном стваралаштву и интелектуалном и културном животу на Косову и Метохији (попут емисија „Речи, облици, тонови“, „Са разних меридијана“...), уз Рада Николића и Вука Филиповића, један је од оснивача часописа Стремљења 1960. године, у чијој је редакцији од самог почетка.
Са групом песника оснивач је Песничких сусрета Лазар Вучковић 1970. године. Био је први уредник књижевне едиције НИП Јединства од 1971. године. Две деценије, од 1954. до 1976. године, писао је позоришну и књижевну критику на Косову. По одласку из Приштине, 1976. године, радио је у Управи за цивилну ваздушну пловидбу и "Привредном прегледу" у Београду.
У периоду од десет година (1996—2006) писао је књижевну критику у Вечерњим новостима. Написао је више десетина есеја и приказа у часописима Стремљења, Књижевна критика, Дело, Књижевност и другим. У оставштини има две књиге студија и критика и роман. Објављивао је и под именом Драган Стојадиновић.

## Дела

### Књижевна критика
- Књижевна трајања, 1962,
- Романи Иве Андрића, 1970,
- Књижевна трајања 2, 1973.
- Мудрости и тајне у делима Иве Андрића, 1980,
- Моћ говора савременог српског романа, 1987,
- Између мита и закона (о делу Марка Младеновића), 1998,
- Романи Милана Ранковића, 2001,
- Легендаријум Времена смрти Добрице Ћосића, 2002,.
- Пророк боја и облика (О сликару Сави Ракочевићу), 2006,
- Значења и тумачења у књижевном свету Николе Милошевића, 2008,
- Дивљи ветар Живојина Павловића 2010. г
- Мудрости и тајне у делима Иве Андрића (друго допуњено издање), 2011,
- Књижевна трајања 3, 2012,
- Паралелни свет Радомира Смиљанића, 2012,

### Романи
- Џусинчићи из Милошева, 2010,

### Документарна проза
- Успомене са Косова, 2019.

### Драме
- Легенда о смрти хероја, 1974,

### Изведене драме
- Легенда о смрти хероја, Покрајинско народно позориште, Приштина, 1965.

### Приредио
- Савремена српска књижевност Косова 1, поезија (заједно са Радославом Златановићем и Петром Сарићем), Просвета, Београд, 1973,
- Савремена српска књижевност Косова 2, критика (заједно са Радославом Златановићем и Петром Сарићем), Просвета, Београд, 1973,

## Награде
- Децембарска награда Косова, за књигу Романи Иве Андрића 1970. године
- Награда Милан Богдановић за најбољу новинску критику за 1996. годину,
- Награда за животно дело Академије Иво Андрић, 2008,
- Награда за животно дело Удружења књижевника Србије.